# Саталкин, Георгий Николаевич
Георгий Николаевич Саталкин (1938—2020) — русский советский писатель, прозаик и переводчик. Член Союза писателей СССР (с 1985 года). Лауреат Всероссийской Пушкинской литературной премии (2013)

## Биография
Родился 17 января 1938 года в селе Малая Герка Минской области в семье военнослужащего, позже семья переехала в город Оренбург.
С 1954 по 1958 год обучался в Оренбургском сельскохозяйственном институте и с 1958 по 1959 год  на филологическом факультете Оренбургского государственного педагогического института имени В. П. Чкалова. С 1959 года работал на различных рабочих и педагогических должностях в Туве и Прикаспии, в дальнейшем работал в Оренбургской области: учителем и секретарём партийного комитета колхоза «Уголок Ленина» Сакмарского района, занимался журналистской деятельностью, был корреспондентом областной печати и диктором областного радио. 
Член Союза писателей СССР с 1985 года, занимал должность — ответственного секретаря Оренбургского отделения Союза писателей РСФСР, являлся организатором и инициатором строительства Оренбургского областного Дома литераторов. С 1981 начал заниматься литературным творчеством, писал рассказы, повести и романы.
Г. Н. Саталкин являлся участником совещания молодых писателей Западной Сибири и Урала, руководителями его семинара были такие писатели как: А. В. Афанасьев, С. В. Есин 
и С. П. Залыгин. В 1985 году на Всесоюзном  совещании молодых писателей СССР, за свою книгу «Скачки в праздничный день» (1984) Г. Н. Саталкин был принят в Союз писателей СССР, а «Литературная газета» назвала это произведение лучшей повестью послевоенного времени, написанной на территории всего СССР. В последующем из под пера Саталкина были выпущены многочисленные литературные произведения в том числе, повесть «Родной угол» (1989) и роман «Блудный сын» (2008), за который в 2013 году он стал лауреатом Всероссийской Пушкинской литературной премии «Капитанская дочка». Литературные произведения Саталкина печатались в изданиях «Роман-газета» и «Молодая гвардия», и выходили в таких литературных журналах как: «Октябрь» и «Москва»
Скончался 19 июля 2020 года в Оренбурге на 83-м году жизни.

## Премии
- Лауреат Литературной премии имени В. П. Правдухина — «За рассказы: «Утро», «Поздней осенью», «Двуколка» и «Гроза»» (2009[8])
- Лауреат Всероссийской Пушкинской литературной премии «Капитанская дочка» — «За вклад в отечественную литературу и роман «Блудный сын»» (2013[9])